# Vuelta a Colombia 1976
La 26.ª edición de la Vuelta a Colombia tuvo lugar entre el 31 de agosto y el 12 de septiembre de 1976. El boyacense José Patrocinio Jiménez del equipo Banco Cafetero A se coronó campeón con un tiempo de 41 h, 33 min y 34 s. 

## Equipos participantes[2]
| Equipo                                | Categoría  |
| ------------------------------------- | ---------- |
| Banco Cafetero A                      | Aficionado |
| Banco Cafetero B                      | Aficionado |
| Boyacá                                | Aficionado |
| Café Águila Roja                      | Aficionado |
| Caldas                                | Aficionado |
| Castalia A                            | Aficionado |
| Castalia B                            | Aficionado |
| Checoslovaquia                        | Aficionado |
| Ciclo Mantilla del Quindío            | Aficionado |
| Cundinamarca                          | Aficionado |
| Ferretería Reina                      | Aficionado |
| Libreta de Plata A                    | Aficionado |
| Libreta de Plata B                    | Aficionado |
| Licorera de Santander                 | Aficionado |
| Manzana de Eva                        | Aficionado |
| Ministerio de Obras Públicas          | Aficionado |
| Mixto Cundinamarca-Bogotá             | Aficionado |
| Mixto Libreta de Plata-Ovalle e Hijos | Aficionado |
| Mixto Tolima-Meta-Atlántico           | Aficionado |
| Nariño                                | Aficionado |
| Valle                                 | Aficionado |

## Etapas
| Etapa      | Fecha            | Recorrido                    | Distancia (km)     | Ganador                  | Líder                   |                    |
| ---------- | ---------------- | ---------------------------- | ------------------ | ------------------------ | ----------------------- | ------------------ |
| 1.ª etapa  | 31 de agosto     | Circuito en Cúcuta           | 40 (CRE)           | Equipo de Checoslovaquia | Vlastimil Moravec       |                    |
| 2.ª etapa  | 31 de agosto     | Cúcuta - Pamplona            | 78                 | Arturo Ibarra            | Arturo Ibarra           |                    |
| 3.ª etapa  | 1 de septiembre  | Pamplona - Bucaramanga       | 127                | Álvaro Pachón Morales    | Arturo Matamoros        |                    |
| 4.ª etapa  | 2 de septiembre  | Bucaramanga - El Socorro     | 120                | Abelardo Ríos            | Arturo Matamoros        |                    |
| 5.ª etapa  | 3 de septiembre  | Circuito Ciudad de Tunja     | 165                | Luis Hernán Díaz         | Arturo Matamoros        |                    |
| 6.ª etapa  | 4 de septiembre  | Tunja - Bogotá               | 150                | Manuel Ignacio León      | Arturo Matamoros        |                    |
| 7.ª etapa  | 5 de septiembre  | Circuito Autódromo de Bogotá | 160                | Vlastimil Moravec        | Arturo Matamoros        |                    |
| 8.ª etapa  | 6 de septiembre  | Silvania - Ibagué            | 163                | Álvaro Pachón Morales    | Plinio Casas            |                    |
|            | 7 de septiembre  | Descanso en Ibagué           | Descanso en Ibagué | Descanso en Ibagué       | Descanso en Ibagué      | Descanso en Ibagué |
| 9.ª etapa  | 8 de septiembre  | Ibagué - Pereira             | 138                | José Patrocinio Jiménez  | Plinio Casas            |                    |
| 10.ª etapa | 9 de septiembre  | Pereira-Motobecane           | 25 (CRI)           | Plinio Casas             | Plinio Casas            |                    |
| 11.ª etapa | 9 de septiembre  | Zarzal - Cali                | 158                | Alfonso Flórez Ortiz     | Plinio Casas            |                    |
| 12.ª etapa | 10 de septiembre | Circuito en Cali             | 108                | Luis Hernán Díaz         | Plinio Casas            |                    |
| 13.ª etapa | 11 de septiembre | Guacarí - Pereira            | 154                | Alfonso Flórez Ortiz     | Plinio Casas            |                    |
| 14.ª etapa | 12 de septiembre | Riosucio - Medellín          | 154                | Luis Hernán Díaz         | José Patrocinio Jiménez |                    |

## Clasificaciones finales

### Clasificación general
Los diez primeros en la clasificación general final fueron:
| Clasificación general |                         |                    |                  |
| Ciclista              | Ciclista                | Equipo             | Tiempo           |
| --------------------- | ----------------------- | ------------------ | ---------------- |
| 1.º                   | José Patrocinio Jiménez | Banco Cafetero A   | 41 h 33 min 34 s |
| 2.º                   | Plinio Casas            | Banco Cafetero A   | + 5 min 17 s     |
| 3.º                   | Arturo Matamoros        | Libreta de Plata B | + 11 min 07 s    |
| 4.º                   | Norberto Cáceres        | Ferretería Reina   | + 11 min 23 s    |
| 5.º                   | Álvaro Pachón Morales   | Manzana de Eva     | + 12 min 25 s    |
| 6.º                   | Alfonso Flórez Ortiz    | Castalia A         | + 12 min 49 s    |
| 7.º                   | Wilfredo Insuasty Mejía | Banco Cafetero A   | + 15 min 38 s    |
| 8.º                   | Álvaro Gómez            | Libreta de Plata B | + 18 min 11 s    |
| 9.º                   | Abelardo Ríos           | Libreta de Plata A | + 20 min 00 s    |
| 10.º                  | Luis Carlos Manrique    | Castalia A         | + 25 min 48 s    |

### Clasificación de la montaña
| Clasificación de la montaña |                         |                  |        |
| Ciclista                    | Ciclista                | Equipo           | Puntos |
| --------------------------- | ----------------------- | ---------------- | ------ |
| 1.º                         | José Patrocinio Jiménez | Banco Cafetero A | 12     |
| 2.º                         | Plinio Casas            | Banco Cafetero A | 10     |
| 3.º                         | Ernesto Sandoval        | Nariño           | 6      |
| 3.º                         | Norberto Cáceres        | Ferretería Reina | 6      |

### Clasificación de las metas volantes
| Clasificación de las metas volantes |                   |                  |        |
| Ciclista                            | Ciclista          | Equipo           | Puntos |
| ----------------------------------- | ----------------- | ---------------- | ------ |
| 1.º                                 | Luis Hernán Díaz  | Castalia B       | 42     |
| 2.º                                 | Avelino Ortega    | Café Águila Roja | 24     |
| 3.º                                 | Vlastimil Moravec | Checoslovaquia   | 20     |
| 3.º                                 | Luis Gutiérrez    | Boyacá           | 20     |

### Clasificación de la combinada
| Clasificación de la combinada |                         |                  |        |
| Ciclista                      | Ciclista                | Equipo           | Puntos |
| ----------------------------- | ----------------------- | ---------------- | ------ |
| 1.º                           | José Patrocinio Jiménez | Banco Cafetero A | 12     |
| 2.º                           | Plinio Casas            | Banco Cafetero A | 18     |
| 3.º                           | Luis Hernán Díaz        | Castalia B       | 19     |

### Clasificación de la regularidad
| Clasificación de la regularidad |                         |                  |        |
| Ciclista                        | Ciclista                | Equipo           | Puntos |
| ------------------------------- | ----------------------- | ---------------- | ------ |
| 1.º                             | Luis Hernán Díaz        | Castalia B       | 76     |
| 2.º                             | Plinio Casas            | Banco Cafetero A | 54     |
| 3.º                             | José Patrocinio Jiménez | Banco Cafetero A | 51     |

### Clasificación de los novatos
| Clasificación de los novatos |                      |            |                  |
| Ciclista                     | Ciclista             | Equipo     | Tiempo           |
| ---------------------------- | -------------------- | ---------- | ---------------- |
| 1.º                          | Luis Carlos Manrique | Castalia A | 41 h 59 min 22 s |

### Clasificación por equipos
| Clasificación por equipos |                    |                   |
| Equipo                    | Equipo             | Tiempo            |
| ------------------------- | ------------------ | ----------------- |
| 1.º                       | Banco Cafetero A   | 126 h 09 min 46 s |
| 2.º                       | Libreta de Plata A | + 39 min 43 s     |
| 3.º                       | Manzana de Eva     | + 1 h 2 min 24 s  |